# Friant

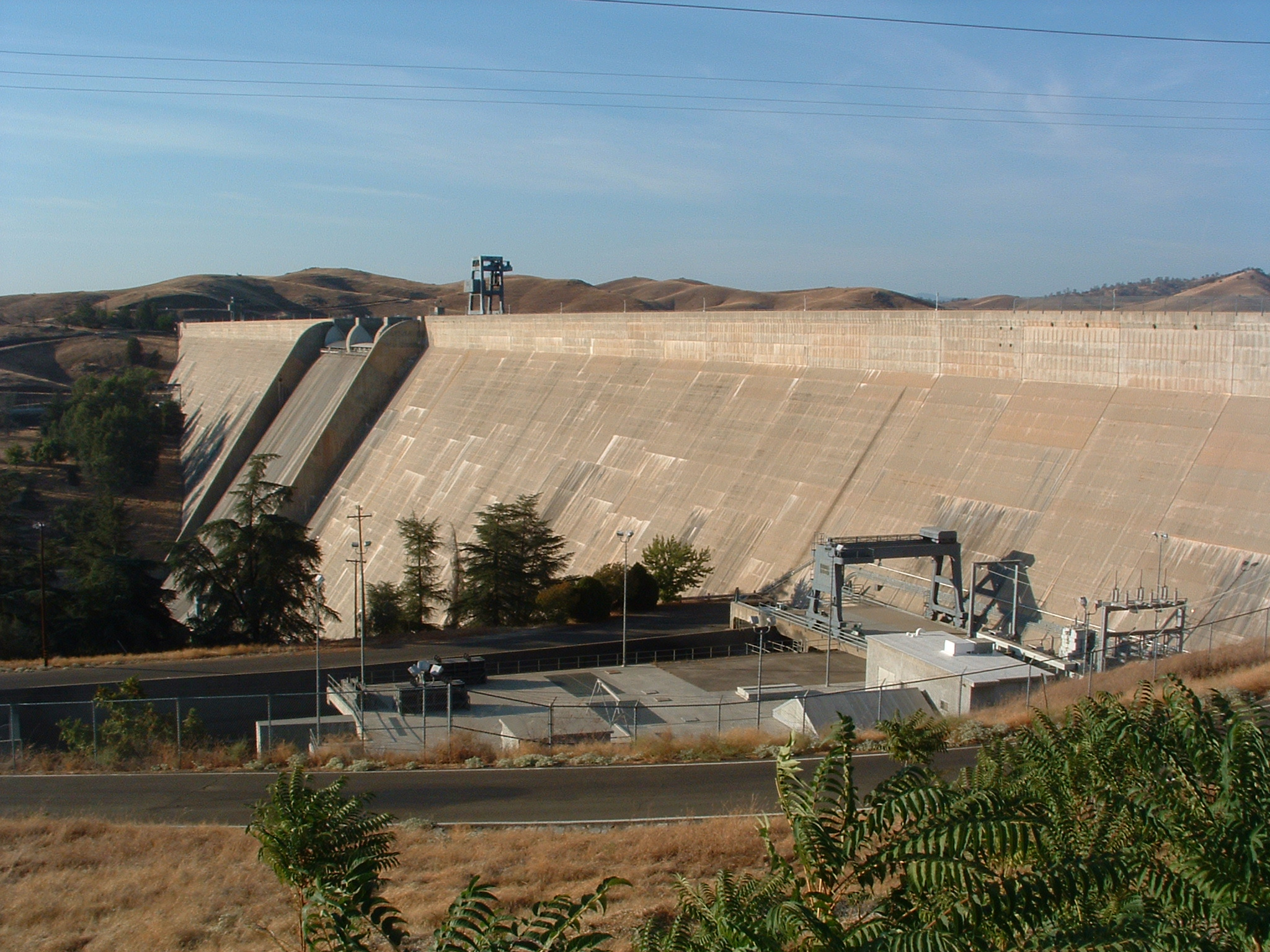
Represa de Friant.

Friant é uma Região censo-designada no Condado de Fresno, Califórnia, Estados Unidos. A população era de 519 homens e 259 mulheres (total: 778) pelo censo de 2000.

## Geografia
A CDP está localizada ao longo dos bancos do rio San Joaquin, na base da Represa Friant e do Reservatório Millerton.
De acordo com o United States Census Bureau, a CDP possui uma área total de 3,6 km², dos quais   3,5 km² em terra seca e 0,1 km² (2,88%) cobertos por água.